# Duff Roblin Provincial Park
Der Duff Roblin Provincial Park ist ein nur 56 Hektar (ha) großer Provincial Park im südlichen Zentrum der kanadischen Provinz Manitoba, im südlichen Stadtbereich der Provinzhauptstadt Winnipeg.

## Anlage
Der Park erstreckt sich zu beiden Ufern des Red River of the North, unweit des südlichen Anfang des Red River Floodway. Er liegt westlich des Manitoba Highway 75 und südlich des Manitoba Highway 100.
Der Park dient auch als Kilometer 0 für den „Duff Roblin Parkway Trail“, der 44 Kilometer entlang des Red River Floodway nach Norden, vorbei am Birds Hill Provincial Park und weiter zum Lockport Provincial Park, führt.
Innerhalb des Systems der Provinzparks von Manitoba wird der Park als Heritage Park eingeordnet. Mit seiner Größe von nur 56 ha gehört er zu den kleineren der Provincial Parks in Manitoba, innerhalb der Gruppe der neun Heritage Parks in Manitoba ist er jedoch der drittgrößte. In seiner Umgebung liegen mit dem St. Norbert Provincial Park und dem Trappist Monastery Provincial Park zwei weitere der Heritage Parks der Provinz.

## Geschichte
Der Park wurde am 13. Juni 2008 eingerichtet. Seine offizielle Eröffnung erfolgte jedoch erst im Jahr 2020, im Zusammenhang mit der 150-jährigen Gründung der Provinz. Benannt ist der Park nach Dufferin „Duff“ Roblin, Premierminister der Provinz von 1958 bis 1967. In seine Amtszeit fielen der Bau des Hochwasserschutzsystems für die Stadt Winnipeg (der Red River Floodway) sowie die Einrichtung des Systems der Provinzparks.